# ألفونسو بيريز سيرانو جروفاس
ألفونسو بيريز سيرانو جروفاس (بالإسبانية: Alfonso Serrano Pérez-Grovas)‏ (و. 1950 – 2011 م) هو عالم فلك من المكسيك . ولد في مدينة مكسيكو .
توفي في مدينة مكسيكو، عن عمر يناهز 61 عاماً.

## التعليم
تعلم في الجامعة الوطنية المستقلة في المكسيك

## مناصب وهيئات
أدار الجامعة الوطنية المستقلة في المكسيك.